# Soprano
Soprano là một loại giọng nữ và có âm vực cao nhất trong tất cả các loại giọng. Âm vực của loại giọng này trải dài từ nốt C trung (C4) tới nốt A cao (A5) trong dàn hợp xướng, hoặc tới nốt "C soprano" (C6) hoặc cũng có thể cao hơn trong các buổi opera.
Thông thường, thuật ngữ "soprano" giúp ta gợi tới các nữ ca sĩ, nhưng ngày nay cũng có thành ngữ "soprano nam" cũng được dành cho những nam ca sĩ hát được lên tới âm vực của soprano với giọng the thé (giả thanh).
Tuy nhiên các trường hợp này rất ít. Nam ca sĩ Michael Maniaci được coi là người có giọng "soprano nam" thực sự vì anh ta có thể hát tới âm vực của giọng soprano với giọng bình thường (không phải giọng gió) bởi dây thanh quản của anh ta có cấu tạo khá đặc biệt. Ở Việt Nam, ca sĩ Trần Tùng Anh được xem là trường hợp đầu tiên có giọng soprano nam.

## Phân loại và vai trò trong các vở opera
Nốt cực kỳ thấp trong loại giọng soprano là khoảng B♭3 hoặc nốt A3 (ở dưới nốt C4 một chút). Trong opera, vở opera được viết ở nốt thấp nhất là "Ich Gehe, Doch Rate Ich Dir" của Wolfgang Amadeus Mozart, viết ở nốt A♭3. Còn nốt cực kỳ cao là nốt "C soprano" (tức C6) và cao hơn nữa là C♯6 hoặc D6.

## Các nhánh giọng Soprano
- Wagnerian soprano (Nữ cao siêu kịch tính) (tương đương như Hedeltenor của giọng nam): giọng cao nhưng đặc biệt dày và khoẻ, vang, có khả năng hát xuyên dàn nhạc và dàn hợp xướng, âm sắc gần với nữ trung, thường xuất hiện trong Opera của Wagner, R. Strauss. Fullvoice (hát toàn giọng) đến note C6.
- Dramatic soprano (Nữ cao kịch tính): giọng vang bẩm sinh, âm lượng cực lớn, khoẻ và đanh, hát xuyên dàn nhạc. Fullvoice tốt ở note C#6. Giọng này thường là vai dành cho những nữ anh hùng hoặc những nhân vật có tính cách mạnh mẽ. Chủ yếu xuất hiện trong Opera của Verdi.

Về cơ bản, Dramatic Soprano và Wagnerian Soprano là một, nhưng "Wagnerian" là những tên tuổi gắn liền với trường phái Wagner (trường phái opera đặc biệt, luôn đòi hỏi ca sĩ phải hát kịch tính) phân biệt với những "Dramatic" trong Bel canto (trường phái opera đòi hỏi ca sĩ phải hát đẹp).
- Lirico-spinto soprano (Nữ cao trữ tình - kịch tính ở những đoạn cao trào): Đây là những vai phổ biến trong Opera của Verdi và các tác giả trường phái Verismo, thường là những người phụ nữ gặp bất hạnh và đau khổ trong cuộc sống, tình yêu.
- Lirico soprano (Nữ cao trữ tình): khu trung âm đầy đặn, giọng mềm mại, bay bổng, thể hiện những vai người phụ nữ hiền lành, trong sáng, giản dị và hơi có phần yếu đuối (Micaela, Lìu, Mimi...). Trong phân loại lirico soprano lại có 2 nhánh đặc biệt:
  - Light Lirico Soprano: loại giọng phổ biến hơn, đặc biệt ở châu Á. Giọng mảnh, nhẹ nhàng, âm sắc sáng và tươi trẻ.
  - Full Lirico Soprano: loại giọng khá hiếm ở châu Á, có âm sắc tương tự với Light Lirico nhưng ở âm khu trung lại gần giống Lirico Spinto. Âm sắc dày hơn, có phần nào độ nặng và tessitura thấp hơn Light Lirico Spinto một chút. Rất dễ bị nhầm lẫn với Mezzo Soprano.
- Coloratura soprano (Nữ cao màu sắc): có âm vực rộng hơn so với nữ cao bình thường, đặc biệt về âm khu cao, âm sắc nghe giống tiếng sáo. Giọng này có khả năng luyến láy các note ở âm vực cao rất tốt. Giọng coloratura soprano đỉnh cao nhất ở Việt Nam hiện có nữ ca sĩ  Lan Anh
- Tùy vào âm sắc của giọng hát người ta còn chia nhỉ nó làm làm các giọng:
  - Lirico coloratura soprano (sobourette) (nữ cao trữ tình màu sắc): giọng hơi mỏng, nhẹ, fullvoice đến note D6, một số có thể lên tới D7, thể hiện những vai thiếu nữ trong sáng thơ ngây hoặc những cô gái nhí nhảnh, vui tính.
  - Dramatic coloratura soprano (nữ cao kịch tính màu sắc): giọng khoẻ, hơi tối, nhưng lên cao lại sáng, fullvocie đến note E6, staccato đến F6 (thậm chí cao hơn).